# Грабовский, Тадеуш
Тадеуш Грабовский (пол. Tadeusz Grabowski; 1 мая 1924 — 6 января 2012) — польский актёр театра, кино, радио и телевидения; также актёр озвучивания.

## Биография
Тадеуш Грабовский родился в городе Соколув-Подляски. Актёрское образование получил в Государственной высшей театральной школе в Варшаве (теперь Театральная академия им. А. Зельверовича), которую окончил в 1955 году. Актёр театров в Варшаве. Выступал в спектаклях «театра телевидения» в 1956—1988 годах и в передачах «театра Польского радио» по 2002 год. Умер в Варшаве и там похоронен на Северном коммунальном кладбище. 

## Избранная фильмография

### актёр
- 1964 — Рукопись, найденная в Сарагосе / Rękopis znaleziony w Saragossie
- 1970 — Ловушка / Pułapka — Дудек
- 1979 — Отец королевы / Ojciec królowej — маршалок Сенявский
- 1980 — Константа / Constans
- 1980 — Мишка / Miś — друг Станислава Палюха
- 1981 —	Иокагама
- 1983 — Альтернативы 4 / Alternatywy 4 — друг Чихоцкого
- 1986 — Предупреждения / Zmiennicy — милиционер (только в 4-й серии)
- 1987 — Река лжи

### польский дубляж
- 13 призраков Скуби-Ду, Астерикс и Обеликс против Цезаря, Стальной гигант, Я, Клавдий